# Raúl Vicente Amarilla
Raúl Vicente Amarilla (Luque, 19 juli 1960) is een voormalig Paraguayaans voetballer.

## Carrière
Raúl Vicente Amarilla speelde tussen 1978 en 1994 voor Sportivo Luqueño, Racing Santander, Real Zaragoza, Barcelona, Olimpia, América Yokohama Flügels.